# 1191
سنة 1191 كانت سنة بسيطة تبدأ يوم الثلاثاء (الرابط يظهر نموذج التقويم الكامل للسنة) من التقويم اليولياني.

## أحداث
- يوليو: نهاية حصار عكا والذي بدأ في 28 أغسطس 1189.

## مواليد
- ياروسلاف فسيفولودوفيتش.
- أبو عبد الله محمد الأول.
- القباري (الإسكندرية).
- أرطغرل

## وفيات
- علاء الدين الكاساني.
- خسرو مالك.
- شهاب الدين يحيى السهروردي.
- علاء الدين الكاساني.
- كليمنت الثالث.
- نجم الدين الخبوشاني.